# Pałac w Kryspinowie
Pałac w Kryspinowie – pałac znajdujący się w Kryspinowie, w powiecie krakowskim, wzniesiony w I połowie XIX wieku w stylu neorenesansowym. Obiekt wraz z parkiem ze stawami wpisany został do rejestru zabytków nieruchomych Wojewódzkiego Urzędu Ochrony Zabytków w Krakowie.
Pałac wybudowany został przez Jana Skirlińskiego pod koniec wieku XIX według projektu Zygmunta Hendla, z wykorzystaniem murów z pałacu istniejącego tu na przełomie XVIII i XIX w. Po śmierci Skirlińskiego pałac został sprzedany rodzinie Suskich z Krakowa, potem przeszedł w ręce ich spadkobierców: Jaworskich, Madeyskich, Czechowiczów. Po roku 1945 w pałacu istniał Państwowy Dom Dziecka. W latach 50. XX w. należał do Gminnego Ośrodka Maszynowego, później do Państwowego Ośrodka Maszynowego, w połowie lat 90. XX w. krótko należał do firmy PROMEROL, wkrótce pałac powrócił do spadkobierców Suskich.